# علي غديري
علي غديري (مواليد 6 يناير 1954)، في مدينة الونزة، وهو سياسي وعسكري جزائري وهو مرَشَّح للانتخابات الرئاسية الجزائرية 2019.
كانَ عَلِي غِدِيري الجنرال بين عام 2000 إلى 2015، ومدير الموارد البشرية في وزارة الدفاع الوطني، تقاعد في 2015، وهو مرَشَّح مستقل وحر في الانتخابات الرئاسية الجزائرية لعام 2019.

## سيرته

### أصله
ولد علي غديري في الونزة، التي تقع في ولاية تبسة القريبة من الحدود التونسية. والده كان عامل منجم أصله من أم البواقي في منطقة جبال الأوراس في الجزائر.

### مسيرته المهنية
بعد المدرسة الثانوية، اختار علي غديري مهنة عسكرية في صفوف الجيش الشعبي الوطني. تَمَّ تدْريبه لأول مرة في الجزائر في أكاديمية شرشال العسكرية المشتركة، ثم تَابع تدريبه في الخارج  في أكاديمية سانت بطرسبرغ البحرية في روسيا، ثم تدرب في الهندسة الميكانيكية البحرية في أكاديمية موسكو العسكرية وأكاديمية موظفي دمشق في سوريا.
بعد عودته إلى الجزائر، خَدَمَ في القوات البحرية حتى عام 1983 ، ثم في القوات البرية. تَمَّة ترقيته إلى رتبة ميجر جنرال في عام 2010، وكان مديراً للموارد البشرية في وزارة الدفاع لمدة عشر سنوات. في عام 2015، قرر إنهاء مسيرته العسكرية.
علي غيديري حاصل على درجة الماجستير في العلاقات الدولية وحاصل على درجة الدكتوراه في الدراسات الاستراتيجية، مع التركيز على سياسة الأمن القومي.

### الانتخابات الرئاسية الجزائرية
علي غديري، بدون خلفية عسكرية، ولا حزب، ولا دعم شعبي أو مؤيد لأحزاب راسخة، عرف نفسه في الساحة السياسية بنشر رسالة مفتوحة موجهة إلى «شيوخه». نشر منصوص في صحيفة الوطن 22 نوفمبر عام 2018، يحثهم على تجنب البلاد «إلى الجحيم»، لأن الجزائر كما يُكتب «عانت بما فيه الكفاية منذ استعادة استقلالها» و «الأطفال لهم الحقَّ في العيش المريحة التي تلبي تطلعاتهم وأحلامهم».
ويُلاحظ أيضاً من خلال العديد من التصريحات في الصحافة، والتي اكسبته تحذيراً من وزارة الدفاع، هذا الأخير تذكر الالتزام بالاحتياطي الذي أجبر الجيش.

في 19 ديسمبر 2018، قال أنه يريد الترشح للرئاسة الجزائرية 2019، التي من المقرر أن تقام في 18 أبريل 2019، معلنا نفسه «مرشح الشعب». وهو بذلك المرشح الأول المعلن رسمياً بعد الإعلان عن تاريخ الاقتراع يقول أنه مستعد «لتحدي النظام» الذي لا «يخيفه». مدير حملته هو مقرن أيت العربي ومدير الاتصال هو احميدة عياشي.
دعى علي غديري في حملة ترشيحه إلى إنشاء «جمهورية ثانية».
في 3 مارس 2019، أودع ملف ترشحه للمجلس الدستوري الجزائري.
في 6 مارس 2019، انسحب مقرن أيت العربي من حَملته، وانضمّ إلى الاحتجاجات الجزائرية 2019.

## وصلات خارجية
- www.ghediriali.com (موقع رسمي)